# Майнлойс
Майнлойс (нем. Mainleus) — община в Германии, в земле Бавария. 
Подчиняется административному округу Верхняя Франкония. Входит в состав района Кульмбах.  Население составляет 6546 человек (на 31 декабря 2010 года). Занимает площадь 49,41 км².
Община подразделяется на 42 сельских округа.

## Население
По оценке на 31 декабря 2015 года население общины Майнлойс составляет 6495 чел. 

| Дата      | 1840 | 1871 | 1900 | 1925 | 1939 | 1950 | 1961 | 1970 | 1987 | 2011 |
| --------- | ---- | ---- | ---- | ---- | ---- | ---- | ---- | ---- | ---- | ---- |
| Население | 3643 | 3789 | 3596 | 4154 | 4951 | 7224 | 6868 | 6858 | 6189 | 6546 |

| Год       | 1960 | 1970 | 1980 | 1990 | 2000 | 2009 | 2010 | 2011 | 2012 | 2013 | 2014 | 2015 |
| --------- | ---- | ---- | ---- | ---- | ---- | ---- | ---- | ---- | ---- | ---- | ---- | ---- |
| Население | 6776 | 6842 | 6590 | 6414 | 6890 | 6577 | 6546 | 6502 | 6508 | 6478 | 6449 | 6495 |

## Фотогалерея

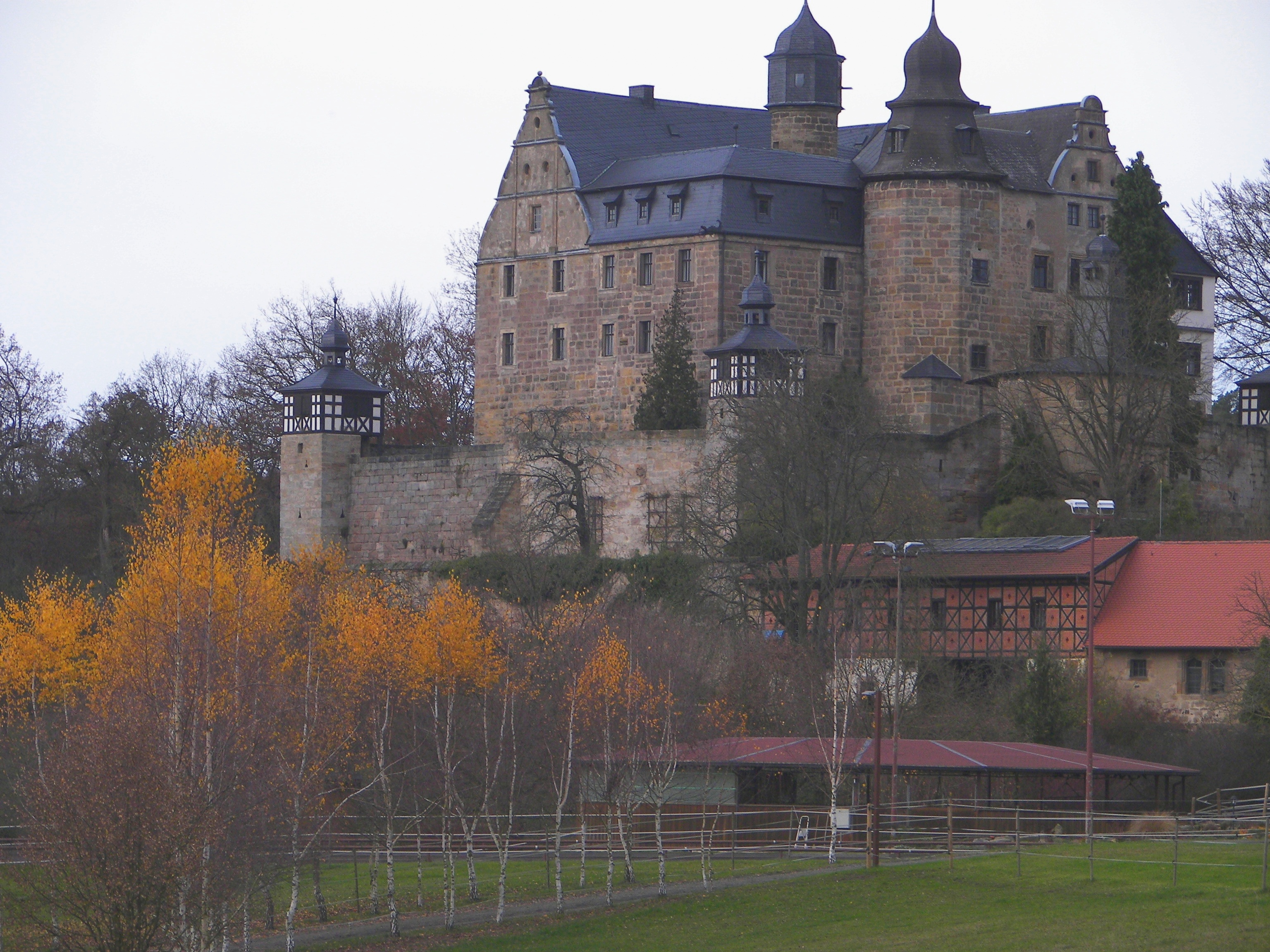
Замок в Вернштайн
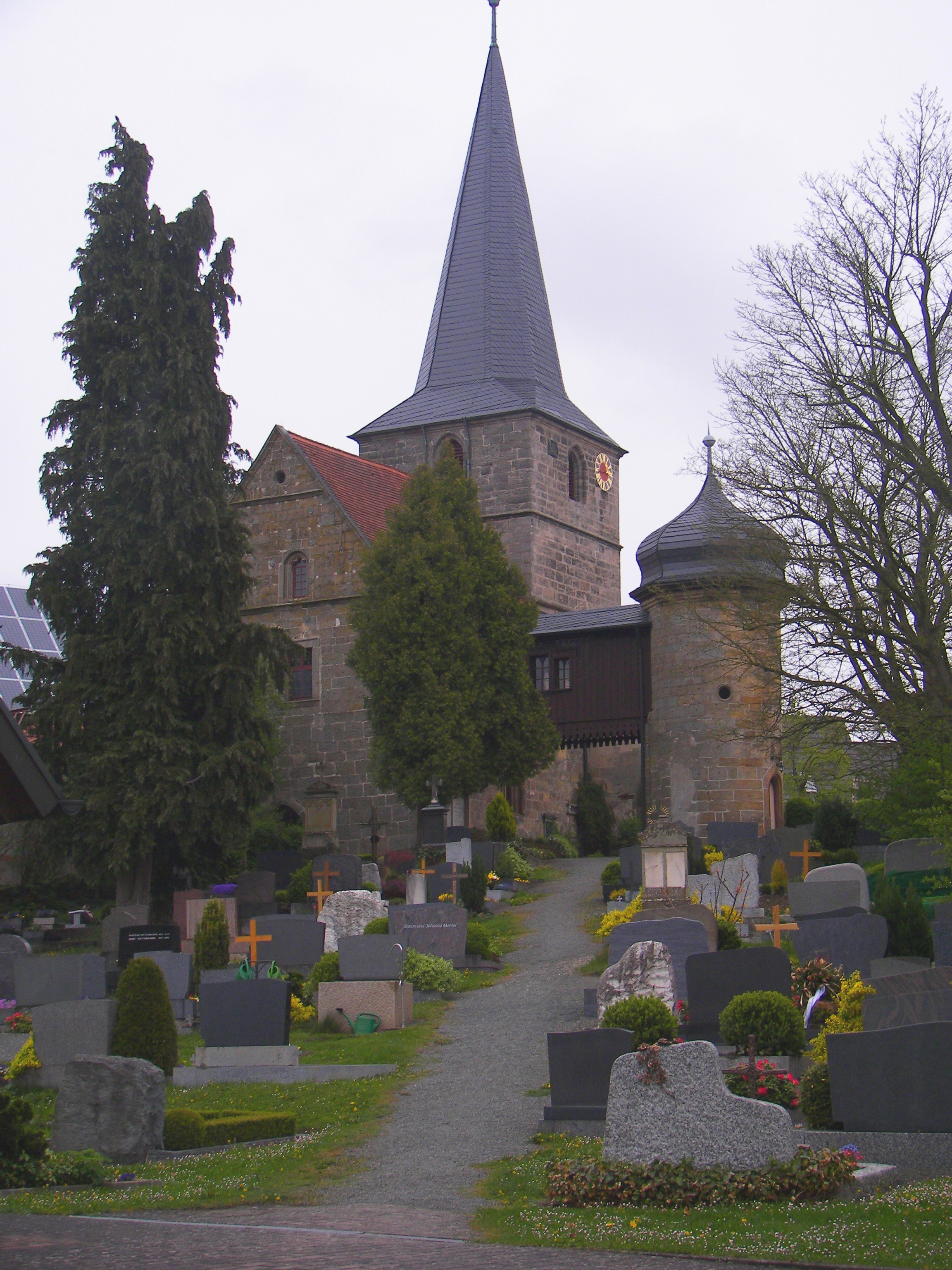
Кладбище и церковь в Файтлам
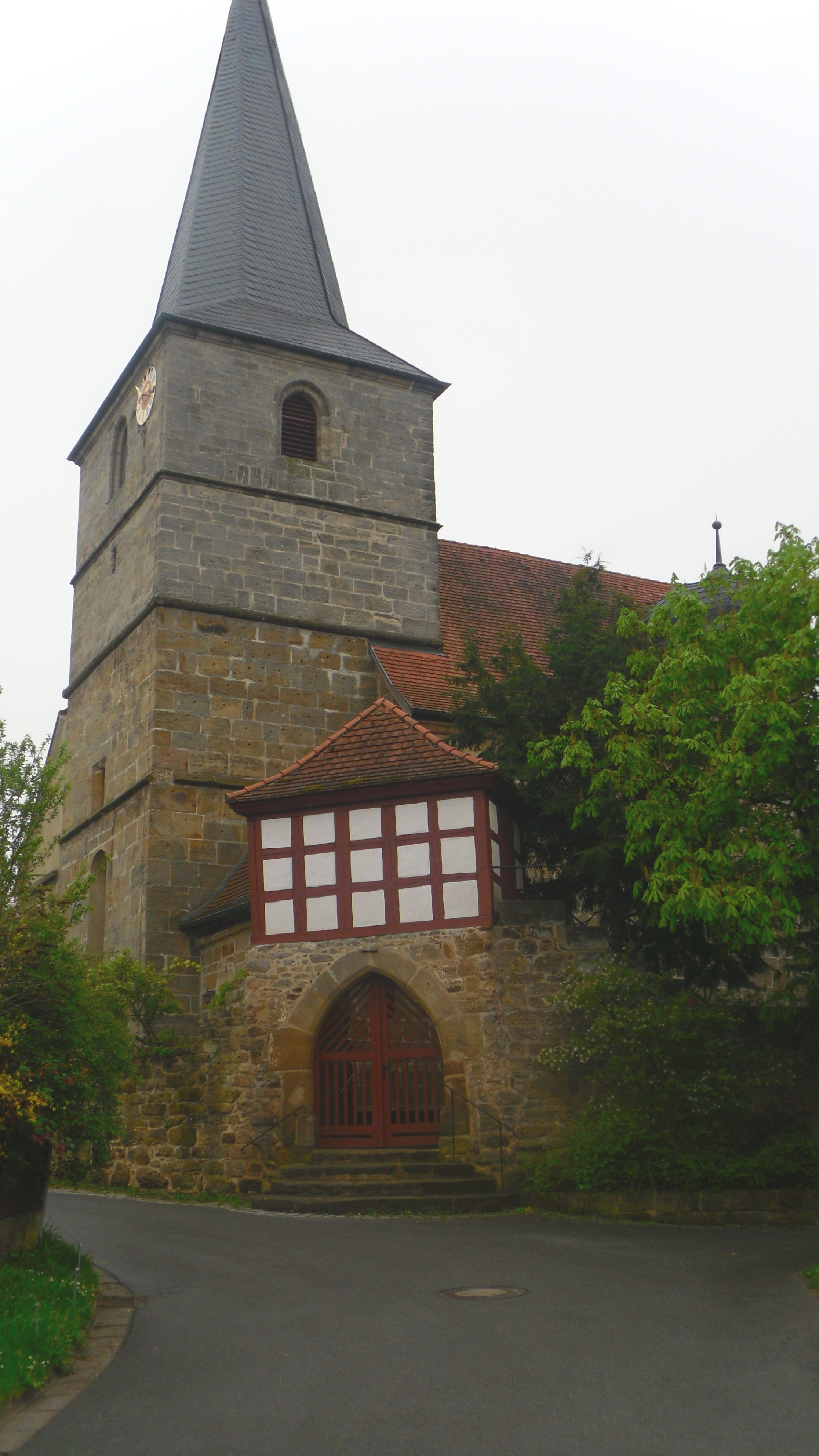
Церковь в Файтлам